# Montegiardino
Montegiardino és un dels nou municipis de San Marino. Té 818 habitants (any 2006) i 3,31 km² de superfície. Fa frontera amb els municipis sanmarinesos de Fiorentino i Faetano, i amb els municipis italians de Monte Grimano i Sassofeltrio.
Montegiardino va ser incorporat a San Marino l'any 1463, durant la darrera expansió territorial d'aquesta república.